# Coupe avec protection de la régénération et des sols
En sylviculture, la coupe avec protection de la régénération et des sols (CPRS) est une coupe de tous les arbres adultes d'une forêt, selon des techniques qui permettent de protéger à la fois les jeunes arbres déjà installés en sous-bois et le sol forestier. Cette méthode de coupe, qui remplace la « coupe à blanc », est une obligation imposée au Québec depuis 1995 dans les forêts du domaine de l'Etat.
Afin de préserver les jeunes repousses d'arbres et d'éviter de détériorer le sol, les opérateurs de la machinerie limitent les déplacements au maximum. On prend donc toutes les précautions requises en empruntant, par exemple, des sentiers régulièrement espacés.

## Utilisation
La CPRS est le mode de coupe le plus approprié pour les forêts adultes composées d'une seule essence ou d'une combinaison pouvant comprendre le sapin, les épinettes, le pin gris, le bouleau à papier et le peuplier faux-tremble.
Ce type de forêt est issu de coupes antérieures ou de grandes perturbations naturelles, comme le feu, les épidémies d'insectes et les grands vents, qui ont déjà fauché, dans le passé, ces superficies d'arbres adultes. Les jeunes pousses ont donc amorcé leur croissance au même moment. Il en résulte des forêts très denses, comportant d'immenses massifs d'arbres qui ont sensiblement le même âge et la même hauteur. Ce peuplement est connu sous l'appellation « forêt équienne ».
Ce type de forêt possède une très grande capacité de régénération naturelle, pourvu que les jeunes arbres aient accès à de la lumière. En coupant en même temps tous les arbres matures, la CPRS assure une reconstitution rapide du couvert forestier, avec des essences adaptées au territoire.

## Régénération rapide
Beaucoup de lumière et un suivi rigoureux de la régénération assurent le renouvellement rapide de la forêt, avec des essences adaptées au milieu. Cet aspect représente le principal avantage de ce genre d'intervention.
Les secteurs de coupe deviennent un garde-manger pour la faune. Les animaux herbivores, comme le cerf et le chevreuil, qui s'abritent dans des peuplements adultes, se déplacent dans les territoires de récolte pour trouver leur nourriture. Un peu plus tard, d'autres animaux, comme la gélinotte huppée, apprécieront les jeunes forêts où ils trouveront à la fois un gîte et de la nourriture.